# Salamina (ort i Colombia, Caldas, lat 5,41, long -75,49)
Salamina är en ort i Colombia.   Den ligger i departementet Caldas, i den centrala delen av landet, 180 km nordväst om huvudstaden Bogotá. Salamina ligger 1 792 meter över havet och antalet invånare är 18 076.
Terrängen runt Salamina är bergig norrut, men söderut är den kuperad. Runt Salamina är det ganska tätbefolkat, med 80 invånare per kvadratkilometer. Salamina är det största samhället i trakten. I omgivningarna runt Salamina växer i huvudsak städsegrön lövskog.